# Bosch (motorfiets)
Bosch is een historisch Duits motorfietsmerk dat Douglas-motorblokken voor motorfietsen in licentie produceerde.
Bosch ging na de Eerste Wereldoorlog Douglas-motoren in licentie maken. Deze blokken werden geleverd aan HMB, KRS, Linsner, SBD en Bison.
Karü, dat later KR zou gaan heten, bouwde de Bosch-Douglas-blokken ook weer in licentie en leverde die aan Astra, Bayern en Bravis. Ook de bij Karü gebouwde SMW-motorfietsen hadden deze blokken.